# Colostygia jamesa
Colostygia jamesa là một loài bướm đêm trong họ Geometridae.